# 里帕坎迪达
里帕坎迪达（義大利語：Ripacandida），是意大利波坦察省的一个市镇。总面积33平方公里，人口1669人，人口密度50.6人/平方公里（2009年）。ISTAT代码为076067。